# Pyrrosia martini
Pyrrosia martini là một loài dương xỉ trong họ Polypodiaceae. Loài này được Christ Ching mô tả khoa học đầu tiên năm 1965.